# Alpiner Skieuropacup 2013/14
Die Saison 2013/2014 des Alpinen Skieuropacups begann für die Herren am 30. November 2013 in Trysil und für die Damen am 22. November in Levi. Sie endete mit dem Finale in Soldeu vom 10. bis 15. März 2014. Bei den Herren waren 37 Rennen geplant (9 Abfahrten, 6 Super-G, 9 Riesenslaloms, 10 Slaloms, 1 Parallelslalom (City Event) und 2 Super-Kombinationen). Bei den Damen sollten ebenfalls 37 Rennen stattfinden (7 Abfahrten, 7 Super-G, 11 Riesenslaloms, 10 Slaloms, 1 Parallelslalom (City Event) und 2 Super-Kombinationen).

## Europacupwertungen

### Gesamtwertung
| Rang | Name                  | Land       | Punkte |
| ---- | --------------------- | ---------- | ------ |
| 01   | Thomas Tumler         | Schweiz    | 601    |
| 02   | Victor Muffat-Jeandet | Frankreich | 592    |
| 03   | Silvan Zurbriggen     | Schweiz    | 567    |
| 04   | Patrick Schweiger     | Österreich | 560    |
| 05   | Nils Mani             | Schweiz    | 546    |
| 06   | Žan Kranjec           | Slowenien  | 439    |
| 07   | Gino Caviezel         | Schweiz    | 425    |
| 08   | Vincent Kriechmayr    | Österreich | 405    |
| 09   | Christian Walder      | Österreich | 385    |
| 10   | Daniel Yule           | Schweiz    | 378    |

| Rang | Name                  | Land       | Punkte |
| ---- | --------------------- | ---------- | ------ |
| 01   | Michelle Gisin        | Schweiz    | 797    |
| 02   | Corinne Suter         | Schweiz    | 702    |
| 03   | Nina Ortlieb          | Österreich | 651    |
| 04   | Rosina Schneeberger   | Österreich | 648    |
| 05   | Mona Løseth           | Norwegen   | 534    |
| 06   | Maria Therese Tviberg | Norwegen   | 532    |
| 07   | Ylva Stålnacke        | Schweden   | 502    |
| 08   | Carmen Thalmann       | Österreich | 484    |
| 09   | Romane Miradoli       | Frankreich | 465    |
| 10   | Anne-Sophie Barthet   | Frankreich | 457    |

### Abfahrt
| Rang | Name              | Land       | Punkte |
| ---- | ----------------- | ---------- | ------ |
| 1    | Silvan Zurbriggen | Schweiz    | 412    |
| 2    | Nils Mani         | Schweiz    | 302    |
| 3    | Marc Gisin        | Schweiz    | 300    |
| 4    | Patrick Schweiger | Österreich | 257    |
| 5    | Ralph Weber       | Schweiz    | 224    |

| Rang | Name                  | Land       | Punkte |
| ---- | --------------------- | ---------- | ------ |
| 1    | Corinne Suter         | Schweiz    | 324    |
| 2    | Maria Therese Tviberg | Norwegen   | 270    |
| 3    | Stephanie Venier      | Österreich | 262    |
| 4    | Margot Bailet         | Frankreich | 217    |
| 5    | Jasmine Flury         | Schweiz    | 211    |

### Super-G
| Rang | Name                    | Land       | Punkte |
| ---- | ----------------------- | ---------- | ------ |
| 1    | Thomas Tumler           | Schweiz    | 262    |
| 2    | Patrick Schweiger       | Österreich | 251    |
| 3    | Aleksander Aamodt Kilde | Norwegen   | 200    |
| 4    | Mattia Casse            | Italien    | 169    |
| 5    | Frederic Berthold       | Österreich | 167    |

| Rang | Name             | Land       | Punkte |
| ---- | ---------------- | ---------- | ------ |
| 1    | Corinne Suter    | Schweiz    | 316    |
| 2    | Mirjam Puchner   | Österreich | 268    |
| 3    | Camilla Borsotti | Italien    | 216    |
| 4    | Romane Miradoli  | Frankreich | 186    |
| 5    | Larisa Yurkiw    | Kanada     | 160    |

### Riesenslalom
| Rang | Name              | Land        | Punkte |
| ---- | ----------------- | ----------- | ------ |
| 1    | Žan Kranjec       | Slowenien   | 439    |
| 2    | Thomas Tumler     | Schweiz     | 308    |
| 3    | Dominik Schwaiger | Deutschland | 300    |
| 4    | Giovanni Borsotti | Italien     | 278    |
| 5    | Samu Torsti       | Finnland    | 276    |

| Rang | Name                | Land       | Punkte |
| ---- | ------------------- | ---------- | ------ |
| 1    | Ylva Stålnacke      | Schweden   | 400    |
| 2    | Nicole Agnelli      | Italien    | 398    |
| 3    | Carmen Thalmann     | Österreich | 376    |
| 4    | Anne-Sophie Barthet | Frankreich | 362    |
| 4    | Marta Bassino       | Italien    | 362    |

### Slalom
| Rang | Name            | Land                   | Punkte |
| ---- | --------------- | ---------------------- | ------ |
| 1    | Daniel Yule     | Schweiz                | 378    |
| 2    | Dave Ryding     | Vereinigtes Königreich | 353    |
| 3    | Reto Schmidiger | Schweiz                | 341    |
| 4    | Giordano Ronci  | Italien                | 334    |
| 5    | Julien Lizeroux | Frankreich             | 324    |

| Rang | Name                 | Land        | Punkte |
| ---- | -------------------- | ----------- | ------ |
| 1    | Michelle Gisin       | Schweiz     | 592    |
| 2    | Anna Swenn-Larsson   | Schweden    | 402    |
| 3    | Marina Wallner       | Deutschland | 385    |
| 4    | Nastasia Noens       | Frankreich  | 360    |
| 5    | Magdalena Fjällström | Schweden    | 311    |

### Super-Kombination
| Rang | Name               | Land       | Punkte |
| ---- | ------------------ | ---------- | ------ |
| 1    | Vincent Kriechmayr | Österreich | 160    |
| 2    | Ralph Weber        | Schweiz    | 100    |
| 3    | Frederic Berthold  | Österreich | 095    |
| 4    | Bjørnar Neteland   | Norwegen   | 084    |
| 5    | Matthias Brügger   | Schweiz    | 080    |
| 5    | Nils Mani          | Schweiz    | 080    |

| Rang | Name                  | Land       | Punkte |
| ---- | --------------------- | ---------- | ------ |
| 1    | Maria Therese Tviberg | Norwegen   | 132    |
| 2    | Ana Bucik             | Slowenien  | 120    |
| 3    | Rosina Schneeberger   | Österreich | 100    |
| 3    | Christina Ager        | Österreich | 100    |
| 5    | Michelle Gisin        | Schweiz    | 080    |

## Podestplatzierungen Herren

### Abfahrt
| Datum      | Ort                        | 1. Platz                                                                            | 2. Platz                                                                            | 3. Platz                                                                            |
| ---------- | -------------------------- | ----------------------------------------------------------------------------------- | ----------------------------------------------------------------------------------- | ----------------------------------------------------------------------------------- |
| 21.12.2013 | Madonna di Campiglio (ITA) | Marc Gisin (SUI)                                                                    | Christopher Hörl (AUT)                                                              | Ralph Weber (SUI)                                                                   |
| 22.12.2013 | Madonna di Campiglio (ITA) | Nils Mani (SUI)                                                                     | Nicolas Raffort (FRA)                                                               | Thomas Mayrpeter (AUT)                                                              |
| 10.01.2014 | Wengen (SUI)               | Wegen Schlechtwetters abgesagt.                                                     | Wegen Schlechtwetters abgesagt.                                                     | Wegen Schlechtwetters abgesagt.                                                     |
| 11.01.2014 | Wengen (SUI)               | Mauro Caviezel (SUI)                                                                | Ralph Weber (SUI)                                                                   | Marc Gisin (SUI)                                                                    |
| 15.01.2014 | Patscherkofel (AUT)        | Wegen Schneemangels abgesagt, Ersatzrennen am 5. Februar 2014 in Sarntal/Reinswald. | Wegen Schneemangels abgesagt, Ersatzrennen am 5. Februar 2014 in Sarntal/Reinswald. | Wegen Schneemangels abgesagt, Ersatzrennen am 5. Februar 2014 in Sarntal/Reinswald. |
| 16.01.2014 | Patscherkofel (AUT)        | Wegen Schneemangels abgesagt, wird nicht nachgeholt.                                | Wegen Schneemangels abgesagt, wird nicht nachgeholt.                                | Wegen Schneemangels abgesagt, wird nicht nachgeholt.                                |
| 24.01.2014 | Val-d’Isère (FRA)          | Christian Walder (AUT)                                                              | Silvan Zurbriggen (SUI)                                                             | Patrick Schweiger (AUT)                                                             |
| 05.02.2014 | Sarntal (ITA)              | Silvan Zurbriggen (SUI)                                                             | Hans Olsson (SWE)                                                                   | Patrick Schweiger (AUT)                                                             |
| 06.02.2014 | Sarntal (ITA)              | Silvan Zurbriggen (SUI)                                                             | Nils Mani (SUI)                                                                     | Hans Olsson (SWE)                                                                   |
| 15.03.2014 | Soldeu (AND)               | Silvan Zurbriggen (SUI)                                                             | Florian Scheiber (AUT)                                                              | Maxence Muzaton (FRA)                                                               |

### Super-G
| Datum      | Ort                        | 1. Platz                                                                                          | 2. Platz                                                                                          | 3. Platz                                                                                          |
| ---------- | -------------------------- | ------------------------------------------------------------------------------------------------- | ------------------------------------------------------------------------------------------------- | ------------------------------------------------------------------------------------------------- |
| 19.11.2013 | Reiteralm (AUT)            | Wegen zu warmer Temperaturen abgesagt, Ersatzrennen am 20. Dezember 2013 in Madonna di Campiglio. | Wegen zu warmer Temperaturen abgesagt, Ersatzrennen am 20. Dezember 2013 in Madonna di Campiglio. | Wegen zu warmer Temperaturen abgesagt, Ersatzrennen am 20. Dezember 2013 in Madonna di Campiglio. |
| 20.11.2013 | Reiteralm (AUT)            | Wegen zu warmer Temperaturen abgesagt, Ersatzrennen am 28. Januar 2014 in Crans-Montana.          | Wegen zu warmer Temperaturen abgesagt, Ersatzrennen am 28. Januar 2014 in Crans-Montana.          | Wegen zu warmer Temperaturen abgesagt, Ersatzrennen am 28. Januar 2014 in Crans-Montana.          |
| 20.12.2013 | Madonna di Campiglio (ITA) | Wegen Schneefalls abgesagt, Ersatzrennen am 21. Januar 2014 in Val-d’Isère.                       | Wegen Schneefalls abgesagt, Ersatzrennen am 21. Januar 2014 in Val-d’Isère.                       | Wegen Schneefalls abgesagt, Ersatzrennen am 21. Januar 2014 in Val-d’Isère.                       |
| 21.01.2014 | Val-d’Isère (FRA)          | Nicolas Raffort (FRA)                                                                             | Christian Walder (AUT)                                                                            | Nils Mani (SUI)                                                                                   |
| 22.01.2014 | Val-d’Isère (FRA)          | Thomas Tumler (SUI)                                                                               | Frederic Berthold (AUT)                                                                           | Patrick Schweiger (AUT)                                                                           |
| 28.01.2014 | Crans-Montana (SUI)        | Vincent Kriechmayr (AUT)                                                                          | Patrick Schweiger (AUT)                                                                           | Christian Walder (AUT)                                                                            |
| 07.02.2014 | Sarntal (ITA)              | Abgesagt, wurde am 13. März in Soldeu nachgeholt.                                                 | Abgesagt, wurde am 13. März in Soldeu nachgeholt.                                                 | Abgesagt, wurde am 13. März in Soldeu nachgeholt.                                                 |
| 13.03.2014 | Soldeu (AND)               | Aleksander Aamodt Kilde (NOR)                                                                     | Niklas Köck (AUT)                                                                                 | Florian Scheiber (AUT)                                                                            |
| 14.03.2014 | Soldeu (AND)               | Aleksander Aamodt Kilde (NOR)                                                                     | Thomas Tumler (SUI)                                                                               | Florian Scheiber (AUT)                                                                            |

### Riesenslalom
| Datum      | Ort                    | 1. Platz                    | 2. Platz                   | 3. Platz                                    |
| ---------- | ---------------------- | --------------------------- | -------------------------- | ------------------------------------------- |
| 30.11.2013 | Trysil (NOR)           | Henrik Kristoffersen (NOR)  | Leif Kristian Haugen (NOR) | Sergei Maitakow (NOR)                       |
| 03.12.2013 | Klövsjö/Vemdalen (SWE) | François Place (FRA)        | Dominik Schwaiger (GER)    | Žan Kranjec (SLO)                           |
| 19.01.2014 | Zell am See (AUT)      | Thomas Fanara (FRA)         | Roberto Nani (ITA)         | Žan Kranjec (SLO)                           |
| 26.01.2014 | Les Menuires (FRA)     | Žan Kranjec (SLO)           | Stepan Sujew (RUS)         | Thomas Fanara (FRA)                         |
| 27.01.2014 | Les Menuires (FRA)     | Žan Kranjec (SLO)           | Gino Caviezel (SUI)        | Giovanni Borsotti (ITA) Thomas Tumler (SUI) |
| 30.01.2014 | Crans-Montana (SUI)    | Tim Jitloff (USA)           | Giovanni Borsotti (ITA)    | Gino Caviezel (SUI)                         |
| 10.02.2014 | Oberjoch (GER)         | Tim Jitloff (USA)           | Philipp Schörghofer (AUT)  | Victor Muffat-Jeandet (FRA)                 |
| 15.02.2014 | Borowez (BUL)          | Victor Muffat-Jeandet (FRA) | Giovanni Borsotti (ITA)    | Manuel Feller (AUT)                         |
| 11.03.2014 | Soldeu (AND)           | Manuel Feller (AUT)         | Thomas Tumler (SUI)        | Rasmus Windingstad (NOR)                    |

### Slalom
| Datum      | Ort                    | 1. Platz                    | 2. Platz                     | 3. Platz                     |
| ---------- | ---------------------- | --------------------------- | ---------------------------- | ---------------------------- |
| 01.12.2013 | Trysil (NOR)           | Axel Bäck (SWE)             | Mattias Hargin (SWE)         | Sebastian Foss Solevåg (NOR) |
| 04.12.2013 | Klövsjö/Vemdalen (FIN) | Daniel Yule (SUI)           | Sebastian Foss Solevåg (NOR) | Jean-Baptiste Grange (FRA)   |
| 15.12.2013 | Pozza di Fassa (ITA)   | Dave Ryding (GBR)           | Maxime Tissot (FRA)          | Reto Schmidiger (SUI)        |
| 18.12.2013 | Obereggen (ITA)        | Axel Bäck (SWE)             | Daniel Yule (SUI)            | Julien Lizeroux (FRA)        |
| 03.01.2014 | Chamonix (FRA)         | Jean-Baptiste Grange (FRA)  | Dave Ryding (GBR)            | Riccardo Tonetti (ITA)       |
| 04.01.2014 | Chamonix (FRA)         | Julien Lizeroux (FRA)       | Miha Kürner (SLO)            | Victor Muffat-Jeandet (FRA)  |
| 18.01.2014 | Zell am See (AUT)      | Trevor Philp (CAN)          | Reto Schmidiger (SUI)        | Philipp Schmid (GER)         |
| 11.02.2014 | Oberjoch (GER)         | Giordano Ronci (ITA)        | Henrik Kristoffersen (NOR)   | Luca Aerni (SUI)             |
| 16.02.2014 | Borowez (BUL)          | Truls Johansen (NOR)        | Philipp Schmid (GER)         | Wolfgang Hörl (AUT)          |
| 12.03.2014 | Soldeu (AND)           | Victor Muffat-Jeandet (FRA) | Daniel Yule (SUI)            | Dave Ryding (GBR)            |

### Super-Kombination
| Datum      | Ort                 | 1. Platz                 | 2. Platz               | 3. Platz                 |
| ---------- | ------------------- | ------------------------ | ---------------------- | ------------------------ |
| 29.01.2014 | Crans-Montana (SUI) | Vincent Kriechmayr (AUT) | Matthias Brügger (SUI) | Bjørnar Neteland (NOR)   |
| 07.02.2014 | Sarntal (ITA)       | Ralph Weber (SUI)        | Nils Mani (SUI)        | Vincent Kriechmayr (AUT) |

### City Event
| Datum      | Ort             | 1. Platz            | 2. Platz              | 3. Platz          |
| ---------- | --------------- | ------------------- | --------------------- | ----------------- |
| 14.12.2013 | St. Vigil (ITA) | Linus Straßer (GER) | Reto Schmidiger (SUI) | Per Saxvall (SWE) |

## Podestplatzierungen Damen

### Abfahrt
| Datum      | Ort               | 1. Platz                                                                                     | 2. Platz                                                                                     | 3. Platz                                                                                     |
| ---------- | ----------------- | -------------------------------------------------------------------------------------------- | -------------------------------------------------------------------------------------------- | -------------------------------------------------------------------------------------------- |
| 17.12.2013 | St. Moritz (SUI)  | Larisa Yurkiw (CAN)                                                                          | Ragnhild Mowinckel (NOR)                                                                     | Marie Marchand-Arvier (FRA)                                                                  |
| 18.12.2013 | St. Moritz (SUI)  | Ragnhild Mowinckel (NOR)                                                                     | Maria Therese Tviberg (NOR)                                                                  | Nina Ortlieb (AUT)                                                                           |
| 16.01.2014 | Innerkrems (AUT)  | Maria Therese Tviberg (NOR)                                                                  | Margot Bailet (FRA)                                                                          | Corinne Suter (SUI)                                                                          |
| 17.01.2014 | Innerkrems (AUT)  | Corinne Suter (SUI)                                                                          | Margot Bailet (FRA)                                                                          | Stephanie Venier (AUT)                                                                       |
| 12.02.2014 | Sella Nevea (ITA) | Wegen anhaltend widriger Wetterbedingungen abgesagt, wurde am 11. März in Soldeu nachgeholt. | Wegen anhaltend widriger Wetterbedingungen abgesagt, wurde am 11. März in Soldeu nachgeholt. | Wegen anhaltend widriger Wetterbedingungen abgesagt, wurde am 11. März in Soldeu nachgeholt. |
| 13.02.2014 | Sella Nevea (ITA) | Wegen anhaltend widriger Wetterbedingungen abgesagt.                                         | Wegen anhaltend widriger Wetterbedingungen abgesagt.                                         | Wegen anhaltend widriger Wetterbedingungen abgesagt.                                         |
| 11.03.2014 | Soldeu (AND)      | Tamara Tippler (AUT)                                                                         | Corinne Suter (SUI)                                                                          | Klára Křížová (CZE)                                                                          |
| 12.03.2014 | Soldeu (AND)      | Ramona Siebenhofer (AUT)                                                                     | Corinne Suter (SUI)                                                                          | Klára Křížová (CZE)                                                                          |

### Super-G
| Datum      | Ort                   | 1. Platz                                                                             | 2. Platz                                                                             | 3. Platz                                                                             |
| ---------- | --------------------- | ------------------------------------------------------------------------------------ | ------------------------------------------------------------------------------------ | ------------------------------------------------------------------------------------ |
| 01.12.2013 | Kvitfjell (NOR)       | Wegen warmer Temperaturen abgesagt. Ersatzrennen am 19. Dezember 2013 in St. Moritz. | Wegen warmer Temperaturen abgesagt. Ersatzrennen am 19. Dezember 2013 in St. Moritz. | Wegen warmer Temperaturen abgesagt. Ersatzrennen am 19. Dezember 2013 in St. Moritz. |
| 18.12.2013 | St. Moritz (SUI)      | Ragnhild Mowinckel (NOR)                                                             | Larisa Yurkiw (CAN)                                                                  | Nina Ortlieb (AUT)                                                                   |
| 19.12.2013 | St. Moritz (SUI)      | Wegen Schlechtwetters abgesagt. Ersatzrennen am 13. Januar 2014 in Innerkrems.       | Wegen Schlechtwetters abgesagt. Ersatzrennen am 13. Januar 2014 in Innerkrems.       | Wegen Schlechtwetters abgesagt. Ersatzrennen am 13. Januar 2014 in Innerkrems.       |
| 13.01.2014 | Innerkrems (AUT)      | Mirjam Puchner (AUT)                                                                 | Larisa Yurkiw (CAN)                                                                  | Daniela Merighetti (ITA)                                                             |
| 23.01.2014 | Spital am Pyhrn (AUT) | Corinne Suter (SUI)                                                                  | Kerstin Nicolussi (AUT)                                                              | Michaela Wenig (GER)                                                                 |
| 31.01.2014 | Serre Chevalier (FRA) | Corinne Suter (SUI)                                                                  | Romane Miradoli (FRA)                                                                | Joana Hählen (SUI) Jennifer Piot (FRA)                                               |
| 01.02.2014 | Serre Chevalier (FRA) | Mirjam Puchner (AUT)                                                                 | Corinne Suter (SUI)                                                                  | Camilla Borsotti (ITA)                                                               |
| 14.02.2014 | Sella Nevea (ITA)     | Wegen anhaltend widriger Wetterbedingungen abgesagt.                                 | Wegen anhaltend widriger Wetterbedingungen abgesagt.                                 | Wegen anhaltend widriger Wetterbedingungen abgesagt.                                 |
| 13.03.2014 | Soldeu (AND)          | Ramona Siebenhofer (AUT)                                                             | Estelle Alphand (FRA)                                                                | Camilla Borsotti (ITA)                                                               |

### Riesenslalom
| Datum      | Ort                      | 1. Platz                                                                         | 2. Platz                                                                         | 3. Platz                                                                         |
| ---------- | ------------------------ | -------------------------------------------------------------------------------- | -------------------------------------------------------------------------------- | -------------------------------------------------------------------------------- |
| 22.11.2013 | Levi (FIN)               | Mona Løseth (NOR)                                                                | Ylva Stålnacke (SWE)                                                             | Nicole Agnelli (ITA)                                                             |
| 23.11.2013 | Levi (FIN)               | Simona Hösl (GER)                                                                | Rosina Schneeberger (AUT)                                                        | Ylva Stålnacke (SWE)                                                             |
| 29.11.2013 | Kvitfjell (NOR)          | Wegen warmer Temperaturen abgesagt. Ersatzrennen am 27. Januar 2014 in Sestriere | Wegen warmer Temperaturen abgesagt. Ersatzrennen am 27. Januar 2014 in Sestriere | Wegen warmer Temperaturen abgesagt. Ersatzrennen am 27. Januar 2014 in Sestriere |
| 12.12.2013 | Andalo (ITA)             | Anne-Sophie Barthet (FRA)                                                        | Marion Bertrand (FRA)                                                            | Nicole Agnelli (ITA)                                                             |
| 06.01.2014 | Zinal (SUI)              | Anne-Sophie Barthet (FRA)                                                        | Nina Ortlieb (AUT)                                                               | Carmen Thalmann (AUT)                                                            |
| 07.01.2014 | Zinal (SUI)              | Ylva Stålnacke (SWE)                                                             | Mona Løseth (NOR)                                                                | Carmen Thalmann (AUT)                                                            |
| 20.01.2014 | Kirchberg in Tirol (AUT) | Kathrin Zettel (AUT)                                                             | Nicole Agnelli (ITA)                                                             | Ylva Stålnacke (SWE)                                                             |
| 27.01.2014 | Sestriere (ITA)          | Marta Bassino (ITA)                                                              | Marion Bertrand (FRA)                                                            | Carmen Thalmann (AUT)                                                            |
| 28.01.2014 | Sestriere (ITA)          | Carmen Thalmann (AUT)                                                            | Marta Bassino (ITA)                                                              | Anne-Sophie Barthet (FRA)                                                        |
| 17.02.2014 | Monte Pora (ITA)         | Abgesagt.                                                                        | Abgesagt.                                                                        | Abgesagt.                                                                        |
| 18.02.2014 | Monte Pora (ITA)         | Eva-Maria Brem (AUT)                                                             | Stephanie Brunner (AUT)                                                          | Nicole Agnelli (ITA)                                                             |
| 14.03.2014 | Soldeu (AND)             | Nicole Agnelli (ITA)                                                             | Sara Hector (SWE)                                                                | Sabrina Fanchini (ITA)                                                           |

### Slalom
| Datum      | Ort                      | 1. Platz                   | 2. Platz                   | 3. Platz                  |
| ---------- | ------------------------ | -------------------------- | -------------------------- | ------------------------- |
| 24.11.2013 | Levi (FIN)               | Petra Vlhová (SVK)         | Mona Løseth (NOR)          | Michelle Gisin (SUI)      |
| 25.11.2013 | Levi (FIN)               | Mona Løseth (NOR)          | Michelle Gisin (SUI)       | Paulina Grassl (SWE)      |
| 13.12.2013 | Andalo (ITA)             | Nathalie Eklund (SWE)      | Bernadette Schild (AUT)    | Carmen Thalmann (AUT)     |
| 09.01.2014 | Melchsee-Frutt (SUI)     | Anna Swenn-Larsson (SWE)   | Nastasia Noens (SWE)       | Šárka Strachová (CZE)     |
| 10.01.2014 | Melchsee-Frutt (SUI)     | Michelle Gisin (SUI)       | Nastasia Noens (FRA)       | Anna Swenn-Larsson (SWE)  |
| 21.01.2014 | Kirchberg in Tirol (AUT) | Michelle Gisin (SUI)       | Michaela Kirchgasser (AUT) | Marlies Schild (AUT)      |
| 29.01.2014 | Sestriere (ITA)          | Michelle Gisin (SUI)       | Nastasia Noens (FRA)       | Maren Wiesler (GER)       |
| 20.02.2014 | Bad Wiessee (GER)        | Magdalena Fjällström (SWE) | Marina Wallner (GER)       | Marlene Schmotz (GER)     |
| 21.02.2014 | Bad Wiessee (GER)        | Marina Wallner (GER)       | Nadja Vogel (SUI)          | Eva-Maria Brem (AUT)      |
| 15.03.2014 | Soldeu (AND)             | Lisa-Maria Zeller (AUT)    | Michelle Gisin (SUI)       | Susanne Weinbuchner (GER) |

### Super-Kombination
| Datum      | Ort                   | 1. Platz                                                                             | 2. Platz                                                                             | 3. Platz                                                                             |
| ---------- | --------------------- | ------------------------------------------------------------------------------------ | ------------------------------------------------------------------------------------ | ------------------------------------------------------------------------------------ |
| 30.11.2013 | Kvitfjell (NOR)       | Wegen warmer Temperaturen abgesagt. Ersatzrennen am 20. Dezember 2013 in St. Moritz. | Wegen warmer Temperaturen abgesagt. Ersatzrennen am 20. Dezember 2013 in St. Moritz. | Wegen warmer Temperaturen abgesagt. Ersatzrennen am 20. Dezember 2013 in St. Moritz. |
| 20.12.2013 | St. Moritz (SUI)      | Wegen Schlechtwetters abgesagt. Ersatzrennen am 13. Januar 2014 in Innerkrems.       | Wegen Schlechtwetters abgesagt. Ersatzrennen am 13. Januar 2014 in Innerkrems.       | Wegen Schlechtwetters abgesagt. Ersatzrennen am 13. Januar 2014 in Innerkrems.       |
| 13.01.2014 | Spital am Pyhrn (AUT) | Christina Ager (AUT)                                                                 | Ana Bucik (SLO)                                                                      | Romane Miradoli (FRA)                                                                |
| 24.01.2014 | Spital am Pyhrn (AUT) | Maria Therese Tviberg (NOR)                                                          | Michelle Gisin (SUI)                                                                 | Lena Dürr (GER)                                                                      |

### City Event
| Datum      | Ort             | 1. Platz                 | 2. Platz             | 3. Platz             |
| ---------- | --------------- | ------------------------ | -------------------- | -------------------- |
| 14.12.2013 | St. Vigil (ITA) | Anna Swenn-Larsson (SWE) | Marina Wallner (GER) | Lisa Blomqvist (SWE) |